# امو زیل
امو زیل (انگلیسی: ZiL) شرکت خودروسازی روس است، که در سال ۱۹۱۶ تأسیس شد.